# Hande Yener
Hande Yener (Isztambul, Törökország, 1973. január 12. –) az egyik legismertebb török popénekes.

## Diszkográfia
- Senden İbaret (2000)
- Sen Yoluna... Ben Yoluma... (2002)
- Aşk Kadın Ruhundan Anlamıyor (2004)
- Apayrı (2006)
- Nasıl Delirdim? (2007)
- Hipnoz (2008)
- Hayrola? (2009)
- Hande'ye Neler Oluyor? (2010)
- Teşekkürler (2011)
- Kraliçe (2012)
- Mükemmel (2014)
- Hepsi Hit (2016)
- Hepsi Hit Vol. 2 (2017)